# Shay-Oren Smadja
Shay-Oren Smadja (né le 20 juin 1970) est un judoka israélien. Il participe aux Jeux olympiques d'été de 1992 en combattant dans la catégorie des poids légers. Il remporte la médaille de bronze. Lors des Jeux olympiques d'été de 1996, il se fait éliminer très tôt dans la compétition. Au cours de sa carrière, il monte également sur le podium mondial en 1995.
Il a participé à la quatrième saison de l'émission Rokdim Im Kokhavim, la version israélienne de Danse avec les stars.

## Palmarès

### Jeux olympiques
- Jeux olympiques de 1992 à Barcelone,  Espagne
  -  Médaille de bronze.

### Championnats du monde
- 1995 à Chiba,  Japon :  Médaille d'argent.

## Famille
Le père de Shay-Oren Smadja est Maurice Smadja (he), né en Tunisie en 1932. Celui-ci a eu un rôle important dans le développement du judo en Israël en tant qu'entraîneur et formateur de moniteurs de judo. Il est souvent décrit comme le « père du judo israélien ».
Son fils aîné, Omer Smadja, soldat de première classe au sein de Tsahal, est tué le 20 juin 2024 dans le corridor de Netzarim dans la bande de Gaza. Son décès fait suite à une attaque au mortier alors que le bataillon n°9203 opérait dans le cadre de la Guerre opposant Israël au groupe terroriste du Hamas. Il était âgé de 25 ans.